# ドント・ブリング・ミー・ダウン
「ドント・ブリング・ミー・ダウン」 (Don't Bring Me Down) は、エレクトリック・ライト・オーケストラが1979年に発表した楽曲。彼らにとって、アメリカでの最大のヒット曲であり、バンドの顔であったストリングスが初めて使用されなかった楽曲である。

## 概要
アルバム『ディスカバリー』のクロージングナンバー。
シンプルな8ビートの曲だがヘビーなリフの繰り返しが印象的なグルーヴィー感を生み出しロックファンのみならず'79年後半というディスコブームに陰りを見せ始めた時期にあってダンスナンバーとしても受け入れられ、英米共に大ヒットを記録した。
アメリカでは、前述の通りバンドにとっての最大のヒットであり、イギリスでも翌年に発表したオリビア・ニュートン＝ジョンとのコラボ・シングル「ザナドゥ」を除けば最大のヒットである。その一方で、今までバンドに欠かせなかったストリング・セクションを完全に廃したことは物議を醸した。
ジェフはアルバムのレコーディングの最終段階でこの曲を作った。曰く、「アルバムに豪快な曲がないと感じたんだ。この曲を思いついたのはそれからすぐだったよ。」同アルバム収録曲「オン・ザ・ラン」のドラムトラックを減速したものをループさせ、ジェフ一人で、半ばジャム・セッションのような形でこの曲を構成していった。2時間ですべてのトラックを録り、歌詞は20分で書き終え、曲自体も1日で完成してしまった。
ELOがジェフのソロ・プロジェクト色を強めていく転機となった曲でもあり、また、次作『タイム』以降のアルバムにシングル・カット向けのロックンロールが収録されるようになったきっかけの曲でもある。
ライブでは発表以来欠かさず演奏されている。80年代のコンサートでは、曲の後半でバースを何度か繰り返し、観客に合唱を促していた。
アルバムでこの曲が終わったあとに聴かれる物音は、スタジオの非常ドアを閉める音である。

## その他
- サビ部分ではタイトルコールに続いて「グルース」というシャウトが入る。これは、後で歌詞をつけようとジェフが適当に歌ったところを、ドイツ人のエンジニアに「"グルース"といえば、ドイツ語の挨拶じゃないか」と言われたことでそのまま採用されたものである。ところが、コンサートでこの曲を演奏する際、観客はこの部分を「ブルース（Bruce）」と間違って歌った（何故か「BruceというのはELOが雇った弁護士の名前だ」という噂まで出回った）ので、ジェフもその後コンサートでは「ブルース」と歌うようになった。
- 2012年10月に発表された、ジェフ・リンがELO時代の曲をセルフカバーしたアルバム『Mr. Blue Sky: The Very Best of Electric Light Orchestra』に収録された。このトラックは2000年代後半には既に録音され、映画やTV番組、ゲームなどに使われていたが、フルバージョンはこのアルバムで初登場となった。前述のサビ部分では「ブルース」と歌っている。